# Anton Franz Besnard
Anton Franz Besnard (* 12. April 1814 in München; † 6. Dezember 1885 ebenda) war ein deutscher Militärarzt, Naturforscher, Botaniker und Mineraloge.

## Leben
Anton Besnard, Sohn des Geheimen Sekretärs im Ministerium des Innern August Besnard, schloss 1832 das (heutige) Wilhelmsgymnasium München ab und wirkte nach dem folgenden Studium bei Johann Nepomuk von Ringseis, Franz von Kobell und Johann Nepomuk Fuchs an der Ludwig-Maximilians-Universität (Alte Akademie) später als Königlich Bayerischer Bataillons-/Regiments und Generalarzt sowie auch als praktischer Arzt in München. Der Schwerpunkt seiner wissenschaftlichen Betätigung war die Mineralogie, deren Erkenntnisfortschritt er systematisch über viele Jahre verfolgte und in Veröffentlichungen aufzeigte. Daneben erstellte er ein umfangreiches Werk zur Botanik Bayerns.
Als Dr. phil. et med. war er Mitglied des Pharmaceutischen Vereins in Baiern, des Historischen Vereins für den Untermainkreis, der Physikalisch-Medizinischen Sozietät Erlangen (Societas physico-medica Erlangensis), der Königlich Bayerischen Botanischen Gesellschaft zu Regensburg, des Zoologisch-Mineralogischen Vereins in Regensburg und zahlreicher weiterer wissenschaftlicher Gesellschaften und Vereine. 1854 wurde er korrespondierendes Mitglied der Senckenbergischen Naturforschenden Gesellschaft. Am 1. Mai 1854 wurde er unter der Präsidentschaft von Christian Gottfried Daniel Nees von Esenbeck unter der Matrikel-Nr. 1702 mit dem akademischen Beinamen Leopold Gmelin II. in der Sektion Mineralogie, Kristallographie und Petrologie als Mitglied in die Kaiserliche Leopoldino-Carolinische Deutsche Akademie der Naturforscher aufgenommen.
Besnard war Mitglied des Corps Bavaria Würzburg (1838) und des Corps Nassovia Heidelberg (1840).

## Schriften
- Inaugural-Abhandlung über den Unterschied zwischen genus (Geschlecht), species (Art), und varietas (Abart), und über die Ursachen, wodurch in der organischen Natur das Entstehen der Ab- oder Spielarten begründet wird. München 1835 (Digitalisat).
- Das Titan und seine Verbindungen. Inaugural-Abhandlung. München 1836 (Digitalisat).
- Die Mineralien Bayerns nach ihren Fundstätten. Eine mineralogisch-topographische Skizze. Augsburg 1854 (Digitalisat).
- Altes und Neues zur Lehre über die organische Art, Species. Eine gedrängte Zusammenstellung des bis jetzt Erschienenen. Regensburg 1864 (Digitalisat).
- Bayern’s Flora. Aufzählung der in Bayern diesseits und jenseits des Rheins wildwachsenden phanerogamischen Pflanzen, mit Angabe ihrer Standorte, Blüthezeit, der Linné’schen Klassen und der natürlichen Familien. Jul. Grubert, München 1866; Textarchiv – Internet Archive.